# Yonne
Die Yonne (antiker Name Icaunus) ist ein Fluss in Frankreich, der in den Regionen Bourgogne-Franche-Comté und Île-de-France verläuft. Ihre Quelle liegt im Regionalen Naturpark Morvan, im Gemeindegebiet von Glux-en-Glenne. Die Yonne fließt generell in nordwestlicher Richtung durch das Pariser Becken und mündet nach rund 292 Kilometern in Montereau-Fault-Yonne als linker Nebenfluss in die Seine. Auf ihrem Weg durchquert sie die Départements Nièvre, Yonne und Seine-et-Marne. Sie ist auch Namensgeber für das Département Yonne.
In gallischer Zeit trug die Yonne den Namen der Flussgöttin Icauna.

## Orte am Fluss
- Château-Chinon
- Clamecy
- Châtel-Censoir
- Mailly-le-Château
- Mailly-la-Ville
- Cravant
- Vincelles
- Vincelottes
- Champs-sur-Yonne
- Auxerre
- Appoigny
- Migennes
- Joigny
- Villeneuve-sur-Yonne
- Sens
- Montereau-Fault-Yonne

## Nebenflüsse
| Linke Nebenflüsse: - Beuvron - Baulche - Ravillon - Tholon - Vrin | Rechte Nebenflüsse: - Houssière - Anguison - Auxois - Armance - Cure - Sinotte - Serein - Armançon - Galant - Saint-Ange - Vanne - Oreuse |

## Schifffahrt
Von ihrer Mündung in die Seine bis Auxerre (108 km) ist der Fluss schiffbar. Yonne und Seine sind in diesem Bereich von Frachtschiffen stark genutzt. Weitere Anschlussverbindungen ergeben sich durch die Schifffahrtskanäle
- Canal de Bourgogne: Verbindung mit der Saône und
- Canal du Nivernais: Verbindung mit der Loire.

Die Yonne begleitet in ihrem Oberlauf, im Abschnitt zwischen Corbigny und Auxerre, den Canal du Nivernais und wird auch für die Wasserversorgung des Kanals herangezogen.